# يحيى يخلف
يحيى حسن عبد الله يخلف (11 نوفمبر 1944)، كاتب وروائي فلسطيني. ولد في طبريا لأسرة من بلدة سمخ على الضفة الجنوبية لبحيرة طبريا في (فلسطين) في عام 1944، هجّرت أسرته إلى الأردن بعد النكبة، وعاش في مدينة إربد ودرس في مدارسها.
يحمل دبلوم المعلمين وليسانس آداب من جامعة بيروت العربية، وعمل في التدريس والصحافة، ونشر قصصه الأولى في مجلة الأفق الجديد التي كانت تصدر في القدس في منتصف الستينيات من القرن الماضي، ثم بدأ ينشر في مجلة الآداب البيروتية، وله نحو 19 عملاً أدبيًّا ما بين القصصي، الروائي، وأدب الطفل.

## مسيرته المهنية
- عمل أميناً عاماً لاتحاد الكتاب والصحفيين الفلسطينيين عام 1980.
- عمل مديراً عاماً لدائرة الثقافة في منظمة التحرير الفلسطينية عام 1987.
- عيّن وزيراً للثقافة في السلطة الفلسطينية ما بين الأعوام 2003-2006.
- عيّن رئيساً للمجلس الأعلى للثقافة، ورئيساً للجنة الوطنية الفلسطينية للتربية والثقافة والعلوم عام 2007.
- ترأس وفود فلسطين للعديد من مؤتمرات اليونسكو والأليكسو.
- تقاعد من عمله الرسمي في مايو 2012 وتفرّغ للكتابة.[2][3]

## أعماله الأدبية
- المهرة (قصص)، 1973.
- نورما ورجل الثلج (قصص)، 1978.
- ساق القصب (قصص للأطفال)،1981.
- يوميات الاجتياح والصمود شهادة ميدانية (كتاب توثيق)، 2002.
- إكليل العروس – كفر برعم (قصص للأطفال)، 2014.
- ميسي وكرة القدم والجدار (قصص للأطفال)، 2014.
- ماء وعسل، (قصص للأطفال)، 2014.
- النغمة الصحيحة، (قصص للأطفال)، 2014.[3]

## رواياته
- نجران تحت الصفر، 1977.
- تلك المرأة الوردة، 1980.
- تفاح المجانين، 1982.
- نشيد الحياة، 1983.
- تلك الليلة الطويلة، 1992.
- بحيرة وراء الريح، 1993.
- نهر يستحم في البحيرة، 1997.
- ماء السماء، 2008.
- جنة ونار، 2011.
- راكب الريح، 2015.
- اليد الدافئة، 2018.[3][2][6]
- الريحانة والديك المغربي (2020).

## جوائز وندوات
- جائزة دولة فلسطين للآداب لعام 2000.
- وسام الميدالية الذهبية من المنظمة العربية للتربية والثقافة والعلوم (أليكسو) 2012.
- جائزة كتارا للرواية العربية فئة الروايات المنشورة لعام 2016، عن رواية “راكب الريح”.
- رأس وفد فلسطين لمؤتمر اليونسكو 2011، والذي حصلت فيه دولة فلسطين على العضوية الكاملة في منظمة اليونسكو.
- شارك في مؤتمرات ولقاءات لاتحاد الأدباء العرب، واتحاد كتاب آسيا وأفريقيا، وندوات منظمة الأليكسو، وندوات منظمة الآيسيسكو، وندوات ودعوات معارض الكتاب العربية.[3]
- ترشحت رواية (اليد الدافئة) لجائزة الشيخ زايد للكتاب في الإمارات، ضمن القائمة الطويلة لفرع الآداب بالدورة الثالثة عشرة (2018-2019).[7]
- قُلد وسام الثقافة والعلوم والفنون الفلسطيني عام 2018.[8]
- فاز عن مجمل أعماله الأدبية بجائزة ملتقى القاهرة الدولي للإبداع الروائي عام 2019.[9]